# Modèle de sélection
En économétrie, le modèle de sélection de Heckman (ou heckit, ou modèle tobit généralisé ou encore modèle tobit de type 2) est une méthode semi-paramétrique de correction du biais de sélection développée par James Heckman.